# 武藤志織
武藤 志織（むとう しおり、1997年7月22日 - ）は、日本の女性声優。東京都出身。
かつてはアーツビジョン、クレールに所属していた。

## 人物・来歴
2014年にテレビアニメ『ノブナガン』でデビューを果たした。中学1年生の頃に見たアニメのイベントで声優業について知り、心霊探偵 八雲で声を当てた小野大輔に憧れたことなどが､声優になるきっかけだった。
趣味は人間観察、ゲーム、カラオケ、読書、特技は料理。また、好きな漫画として少女漫画・少年漫画に加えて、看護師の母親の影響で医療漫画もあげている。また、これから売れる漫画を予想するのも趣味とのこと。
2021年にSUZURIからオリジナルブランド「mucho mucho」を立ち上げた。
水曜どうでしょうのファンであり、実際にドームパスタを作ったことがあると自身のTwitterで語っている。
また、歌舞伎座にも月に1度通い、公演の為に遠征をするなど、歌舞伎が好きであることも語っている。
2023年3月31日をもってクレールを退所した。

## 出演
太字はメインキャラクター。

### テレビアニメ
2014年
- ノブナガン（小椋しお）

2016年
- NEW GAME!（2016年 - 2017年、店員、店員（パスタ屋）） - 2シリーズ
- ラブライブ！サンシャイン!!（2016年 - 2017年、女子生徒） - 2シリーズ

2017年
- 武装少女マキャヴェリズム（右井右井、女子生徒）

2018年
- レイトン ミステリー探偵社 〜カトリーのナゾトキファイル〜（客B）

2021年
- 女神寮の寮母くん。（オカルト部員B、道場の子供達）

2023年
- ちいかわ（グレーの子たち、カブトムシ）

### ゲーム
- 天空のクラフトフリート（リリア、ニウ、メイク、シエナ[4]）
- モン娘☆は〜れむ（フランジュ）
- モンスターストライク（2018年、才飛）
- ブラウンダスト（2019年、シエンヌ）
- ヴェルヴェット・コード（2022年、ケーニヒスベルク）
- けものフレンズ3（2022年、オオカワウソ）
- ハツリバーブ（2023年、蛍草）

### 吹き替え

#### 映画
- プラネタリウム（ケイト・バーロウ〈リリー＝ローズ・デップ〉）

#### アニメ
- マロナの幻想的な物語り（イシュトヴァンの妻の友人2[9]）
- ミューン 月の守護者の伝説（英語版）（グリム[10]）

### テレビ番組
- MANPAちゃんガール（2014年）

### ラジオ
※はインターネット配信。
- パワーボイスA（2017年 - 2018年、NHKラジオ第1）[11]
- ゲームさんとラジオ（2018年 - 2021年 、新潟放送他）[12]
- ラブエール"こいつは４時から縁起がいいわぇ"（2019年 - 、&CAST）※

### オーディオドラマ
- 中田ステーションセブン（2018年[13]、鈴木悠真（少年時代）[14]）
- 墨丸（2018年[15]、松井六弥（少年時代）[16]）
- 糸車（2019年[17]、依田松之助[18]）

### 舞台
- アサルトリリィ×私立ルドビコ女学院『シュベスターの祈り』（2021年5月28日 - 6月6日、池袋 シアターグリーン BIG TREE THEATER） - 天津麻嶺 役[19]
- カラスカ『ナースの推しごと』（2021年7月14日 - 18日、上野ストアハウス） - 円城寺蘭 役[20]
- アサルトリリィ×私立ルドビコ女学院『シュベスターの秘密』（2021年10月15日 - 24日、中野 ポケットスクエア ザ・ポケット） - 天津麻嶺 役
- アサルトリリィ Lost Memories（2022年1月20日 - 30日、池袋 サンシャイン劇場） - 天津麻嶺 役[21]
- 萬腹企画×かいじゅうコット 特別コラボ公演『マッピルマの人々』（2022年7月27日 - 31日[注釈 1] 29日、参宮橋トランスミッション） - 主演：三島いと 役[22]
- mucho produce Vol.0 〜春の朗読祭〜『お団子よりもお花を愛でて』（2024年4月26日 - 29日、新宿眼科画廊 スペース地下）[23]
- mucho produce『蜻蛉の住む家』（2024年6月12日 - 16日、中野ポケットスクエア テアトルBONBON）[23]
- mucho produce vol.2 舞台『悲しい時には羊のうたを』（2025年2月14日 - 23日、新宿村LIVE）[24]
- 朗読劇『怪人二十面相』（2025年3月18日 - 23日、赤坂RED/THEATER） - 怪人二十面相 役[25]
- 舞台「アサルトリリィ」-眞說・御台場迎撃戦-（2025年9月20日 - 25日、シアター1010） - 天津麻嶺 役[26]

## ディスコグラフィ

### キャラクターソング
| 発売日  | 商品名                         | 歌                                                                                   | 楽曲                 | 備考                                         |
| 2014年  | 2014年                         | 2014年                                                                               | 2014年               | 2014年                                       |
| ------- | ------------------------------ | ------------------------------------------------------------------------------------ | -------------------- | -------------------------------------------- |
| 2月19日 | ノブナガン Original Soundtrack | 小椋しお（武藤志織）、ニュートン（浅川悠）、ガリレオ（上坂すみれ）                   | 「ちいさな星 ver.α」 | テレビアニメ『ノブナガン』エンディングテーマ |
| 2月19日 | ノブナガン Original Soundtrack | 小椋しお（武藤志織）、ジェロニモ（斎藤千和）、スーホ（田村睦心）、ガウディ（村瀬歩） | 「ちいさな星 ver.β」 | テレビアニメ『ノブナガン』エンディングテーマ |